# Guba (cheval)
Pour les articles homonymes, voir Guba.
Le Guba  (azéri : Quba yorğası) est une race de chevaux d'allures originaire du Grand Caucase, en Azerbaïdjan. Petit cheval de montagne très frugal, il peut disposer d'allures supplémentaires. Il est employé tant sous la selle qu'à la traction. La situation de la race reste méconnue. 

## Histoire
Le Guba est également connu sous les noms d'« Azerbaïdjanais », et de « yorga ». L'encyclopédie de CAB International (2016) classe le Guba parmi les types du « cheval d'Azerbaïdjan ». La race trouve ses origines dans des chevaux perses et Karabakh, probablement croisés avec le Tersk et l'Arabe. Elle est très commune au XIXe siècle. Les croisements récents ont essentiellement eu lieu avec le Karabakh et le Deliboz.

## Description

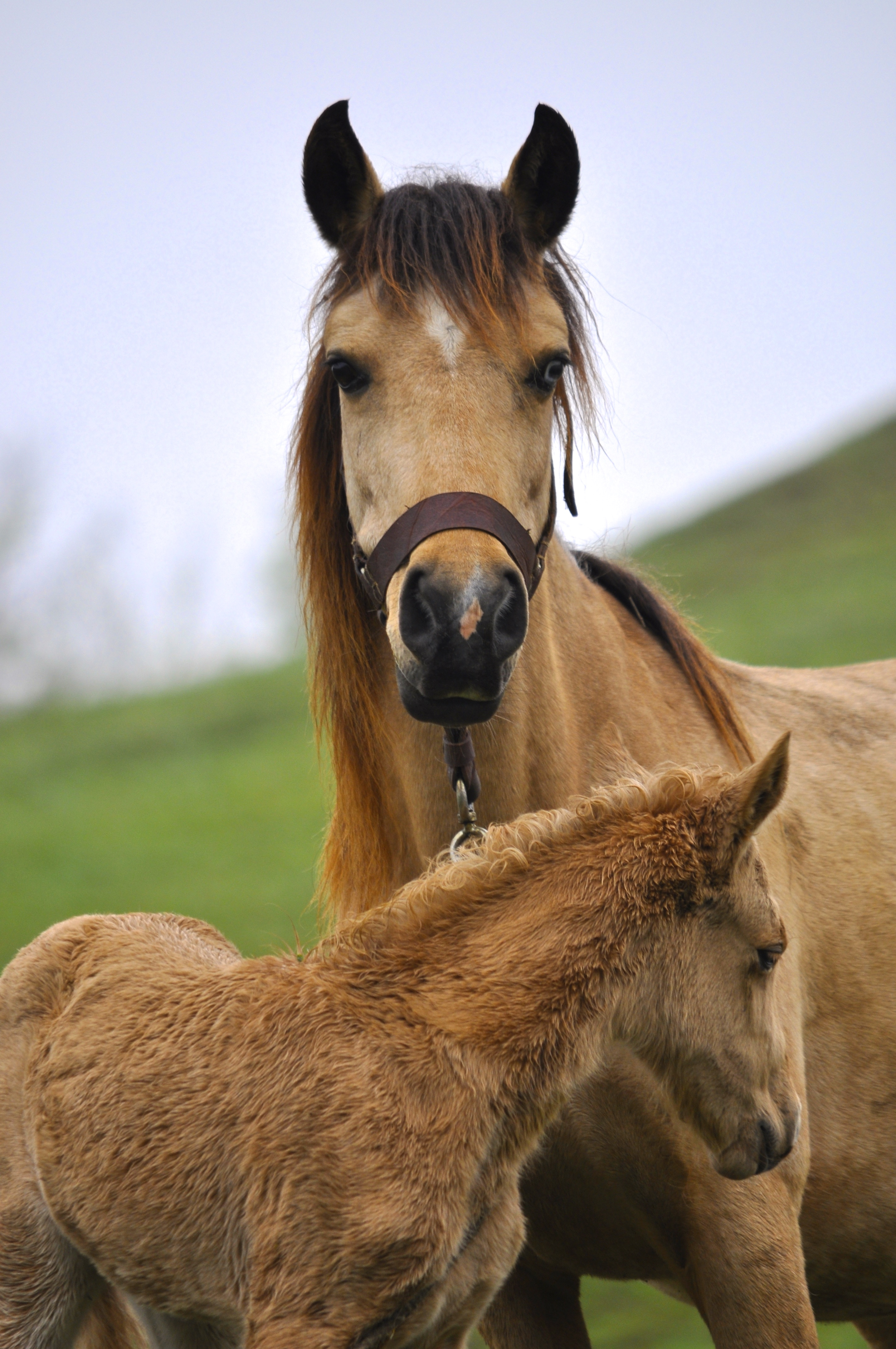
Possibles jument et poulain Guba dans le Parc national de Göygöl.

Avec une taille moyenne de 1,36 m selon le guide Delachaux, le Guba est le plus petit des chevaux d'Azerbaïdjan. Sa tête de profil rectiligne est pourvue de grands yeux. L'encolure est longue. Le garrot est saillant. La queue est attachée bas, les membres sont courts, plutôt fins, et solides.
La robe est baie, alezane, grise ou noire, pouvant aussi présenter des teintes plus rares comme le louvet et l'isabelle. 
La race est réputée résistante, endurante, de bonne longévité, et fertile. Elle est frugale et particulièrement adaptée à son environnement montagneux. Ces chevaux vont fréquemment l'amble.

## Utilisations
Ce cheval est utilisé monté, bâté, ou pour la traction. 

## Diffusion de l'élevage
Il s'agit d'une race locale de l'Azerbaïdjan, propre au Grand Caucase. L'étude menée par l'Université d'Uppsala, publiée en août 2010 pour la FAO, signalait le Guba comme race de chevaux locale asiatique dont le niveau de menace est inconnu. La base de données DAD-IS n'indique (en 2018) ni effectifs ni niveau de menace. 